# 류구이구

류구이구의 위치

류구이구(한국어: 육귀구, 중국어: 六龜區, 병음: Liùguī Qū)는 중화민국 가오슝시의 구이다. 넓이는 194.1584km2이고, 인구는 2015년 8월 기준으로 13,524명이다.

## 지리
류구이향은 가오슝시 동북부에 위치하고 동쪽은 타오위안구, 마오린구와, 서쪽은 자셴구, 산린구, 메이눙구와, 남쪽은 핑둥현 가오수향과 각각 접하고 있다. 핑둥 평원과 중양산맥의 경계에 위치하고 라오눙 계곡 좌안의 류구이 하안단구에 있다. 열대 몬순 기후에 속해 고온 다습한 기후이며 연평균 기온은 23℃, 연 강수량은 1,500~2,000mm이다.

## 같이 보기
- 가오슝시